# Henri Castro
Pour les articles homonymes, voir Castro.
Henri Castro (1786-1865) comte, armateur et consul général de France dans la république du Texas.
Naturalisé américain, il fonde le 1er septembre 1844 la ville de Castroville (Texas).

## Biographie
Né en 1786 à Bayonne, dans une famille juive d'origine portugaise, il fait la connaissance de Bonaparte à l'âge de 19 ans lorsque le gouverneur des Landes lui demande d'accueillir Napoléon, dont il devint membre de la garde impériale. En 1813, il épouse Amelia Mathias, une riche héritière puis part pour les États-Unis dans les années 1820 et se fait nommer consul de France dans la ville de Providence, dans l'État du Rhode Island puis prend la nationalité américaine en 1827. Il obtient enfin en 1842 le don de terres demandé à Sam Houston, président de la nouvelle république du Texas. La France y était représentée par Jean Pierre Isidore Alphonse Dubois de Saligny.
Sur les 271 000 acres de terres reçues, Castro en obtint 38 000 pour son compte propre, sous réserve de réussir l'opération. Les quatre autres entrepreneurs à avoir reçu d'importants dons au même moment étaient Pirson, Fisher, Alexandre Bourgeois d'Orvanne, associé au bordelais Armand Ducos, et Kennedy.
Son premier navire chargé d'immigrants, L'Ebro, part du Havre et arrive au Texas le 1er janvier 1843 et six autres suivront, transportant en tout 800 personnes. Les célibataires ont 128 hectares, les couples le double. Sous réserve d'avoir construit une maison, de cultiver six hectares, d'y résider, chacun devient propriétaire. C'est ce qu'avait demandé Davy Crockett lorsqu'il était député.
Henri Castro séduisit plusieurs douzaines de familles d’Alsace près de Mulhouse notamment d'Oberentzen et de Niederentzen en France et du Baden voisin en Allemagne afin de peupler les territoires qui lui avaient été concédés le long de la rivière Medina, 30 km à l’ouest de San Antonio. Pendant le premier siècle d’existence de Castroville, l’alsacien était parlé dans les maisons, les magasins et les tavernes. Aujourd’hui, seule une moitié des résidents de la ville peuvent prétendre par leur origine descendre des premiers colons du temps de Henri Castro. Les banlieues voisines de San Antonio empiètent peu à peu sur la commune, et une grande partie de la ville a été déclarée District historique national afin de préserver l’architecture caractéristique de type alsacien d’une douzaines de maisons et de magasins avec leurs toits en pentes.
Castro a introduit en tout près de 2100 colons au Texas, ce qui en fait le second contributeur au peuplement après Stephen F. Austin. Il a fondé aussi les villes de Quihi, en mars 1846, Vandenburg en septembre 1846, et D'Hanis, au printemps 1847.